# Gabriel V
Gabriel V (zm. 3 stycznia 1427) – 88. patriarcha Kościoła koptyjskiego (1409–1427).
Gabriel (imię chrzestne Rafał) był urzędnikiem państwowym, a następnie mnichem w klasztorze św. Samuela w Kalamun koło Fajum. Był igumenem w kościele al-Muallaka w Kairze. W 1409 został wybrany patriarchą koptyjskim (zgodnie z sugestią swojego poprzednika Mateusza I). Jego rządy przypadły na okres prześladowania chrześcijan przez mameluków.
Gabriel V przeprowadził reformę rytu koptyjskiego porównywaną do reformy rytu rzymskiego przez papieża Piusa V i nadał mu formę obowiązująca do dziś.